# ウースチー州

ウースチー州
Ústecký kraj

ウースチー州の所在地

ウースチー州（ウースチーしゅう、チェコ語：Ústecký kraj）は、チェコの州。ボヘミア地方の北西にある。ドイツ、リベレツ州、中央ボヘミア州、プルゼニ州、カルロヴィ・ヴァリ州と接している。州名は州都に由来する。
工業の発達した地域である。チェスケー・スヴィツァルスコ国立公園がドイツとまたがって存在する。

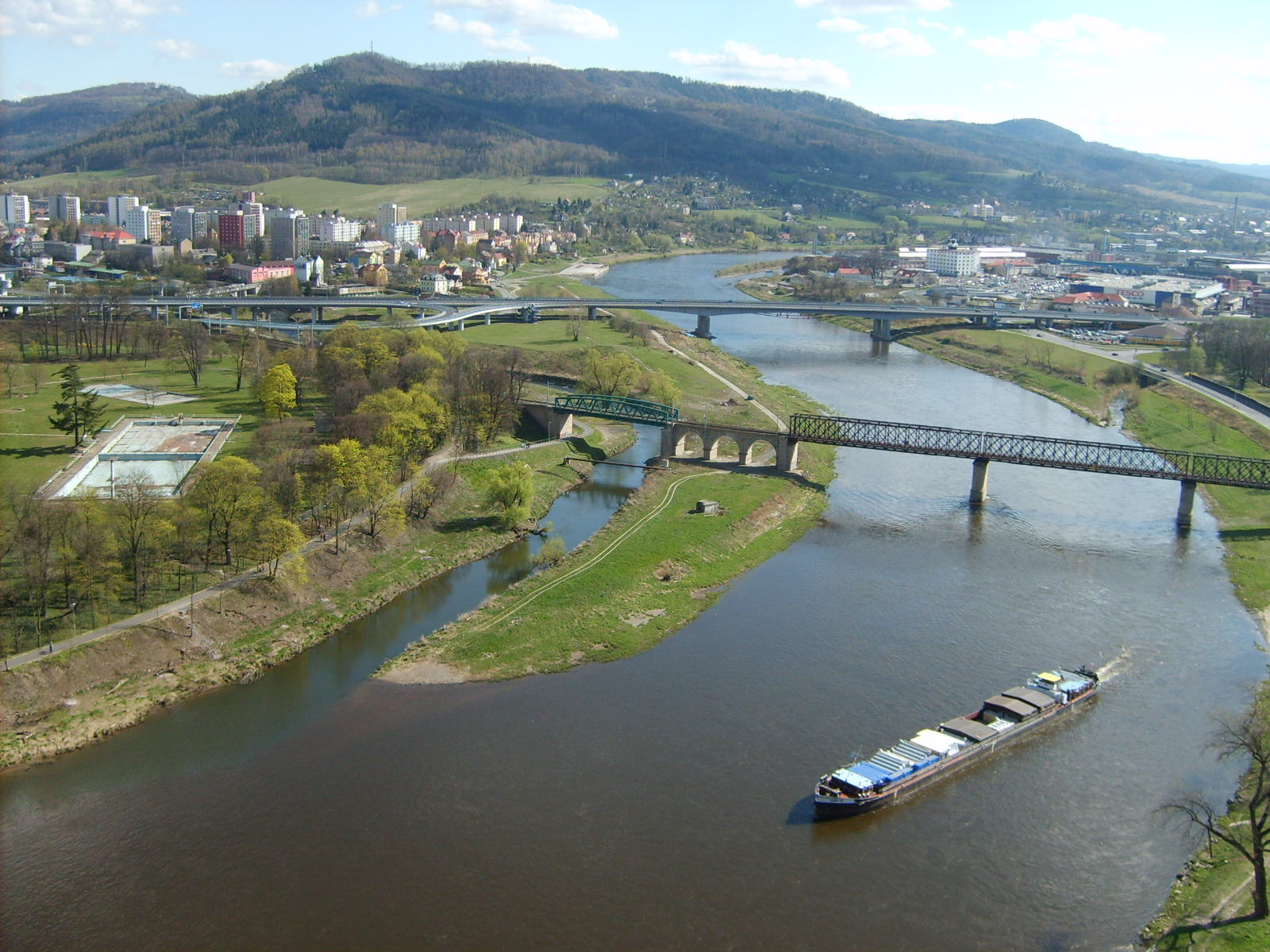
ジェチーン周辺を流れるエルベ川